# Mara (vùng)
Mara là một vùng của Tanzania, giáp biên giới với các hạt Migori, Narok của Kenya và hồ Victoria. Thủ phủ của vùng Mara đóng tại Musoma. Vùng Mara có diện tích 19566 ki lô mét vuông. Đến thời điểm điều tra dân số ngày 25 tháng 8 năm 2002, vùng Mara có dân số 1368602 người.